# 近凹瓣梅花草
近凹瓣梅花草（学名：Parnassia submysorensis）为卫矛科梅花草属下的一个种。

## 扩展阅读
- 維基物種上的相關：近凹瓣梅花草